# HTTP 451
HTTP 451 Nedostupno z právních důvodů je v počítačových sítích chybový stavový kód protokolu HTTP, který se má zobrazit, pokud uživatel požádá o zobrazení nezákonné stránky, jako například webové stránky cenzurované vládou. Číslo 451 je odkazem na antiutopický román Raye Bradburyho 451 stupňů Fahrenheita, ve kterém jsou knihy postaveny mimo zákon. Chybový kód 451 se dá považovat za upřesněnou variantu chyby 403 Forbidden.
Příklady situací, kdy by se HTTP chyba 451 měla zobrazit zahrnují: webové stránky shledané ohrožující národní bezpečnost, webové stránky shledané z porušování autorských práv, soukromí, Zákon o rouhání, nebo jakýkoli jiný zákon či státní vyhlášku.